# District de Takaoka
Le district de Takaoka (高岡郡, Takaoka-gun) est un district de la préfecture de Kōchi au Japon.
Au 1er février 2015, sa population était de 58 121 habitants pour une superficie de 1 527,48 km2 et une densité de population de 38,1 habitants au km2.

## Communes du district
- Bourgs :
  - Nakatosa
  - Ochi
  - Sakawa
  - Shimanto
  - Tsuno
  - Yusuhara
- Village :
  - Hidaka